# Terra Australis

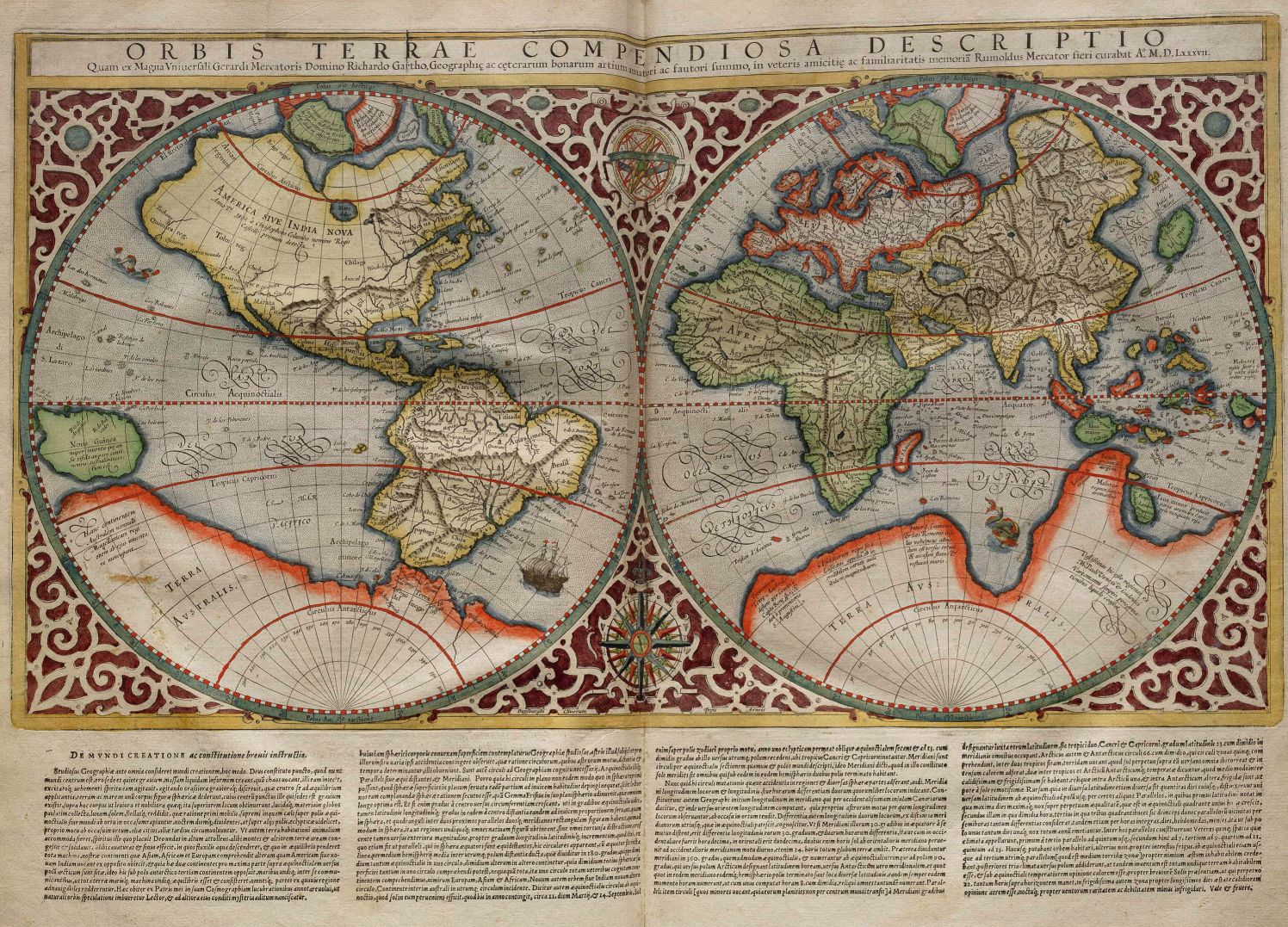
Wereldkaart van Mercator (1587) met het veronderstelde Terra Australis.

Terra Australis, of voluit Terra australis incognita (het Onbekende Zuidland), is een continent waarvan men sinds het begin van de 16e eeuw dacht dat het op het zuidelijk halfrond te vinden was. De term stamt van Ptolemeus, die dacht dat de Indische Oceaan door land omgeven was, en Terra Australis aan zijn zuidrand plaatste.
Aan het eind van de 16e eeuw tekenden cartografen het land in het zuiden van de wereld, maar zich (veel) verder uitstrekkende dan het huidige Antarctica, vooral in de zuidelijke Grote Oceaan. De VOC ondernam in de 17e en 18e eeuw meerdere ontdekkingsreizen waarbij de noordelijke en westelijke kust van Australië op de kaart werd gezet. Het werd toen Nieuw-Holland genoemd. Ook Nieuw-Zeeland werd na de ontdekking door Abel Tasman voor een deel van Terra Australis aangezien.
In de 18e eeuw werd de mythe van Terra Australis beëindigd door de reizen van James Cook, die in zijn eerste reis om Nieuw-Zeeland heenvoer en op zijn tweede reis de diverse wereldzeeën op hoge zuidelijke breedte doorkruiste. Hij toonde daarmee aan dat een eventueel zuidelijk continent niet op gematigde breedte kon liggen, maar alleen in de poolgebieden.
Hierna verdween Terra Australis van de kaart, of het werd vereenzelvigd met het wel werkelijk bestaande continent Australië.

## Paaseiland
Toen Jacob Roggeveen op zoek ging naar Terra Australis ontdekte op hij 5 april 1722 (Paaszondag) bij toeval Paaseiland.